# Oscar Krusnell
Oscar Krusnell (Stockholm, 1999. február 17. –) svéd korosztályos válogatott labdarúgó, a norvég Haugesund hátvédje.

## Pályafutása

### Klubcsapatokban
Krusnell Svédország fővárosában, Stockholmban született. Az ifjúsági pályafutását a Enskede és az AIK csapatában kezdte, majd az angol Sunderland akadémiájánál folytatta.
2017-ben mutatkozott be a svéd Hammarby első osztályban szereplő felnőtt keretében. 2019 és 2020 között a Frej és a Team TG csapatát erősítette kölcsönben. 2021-ben a Brommapojkarnához igazolt. 2023. március 6-án négyéves szerződést kötött a norvég első osztályban érdekelt Haugesund együttesével. Először a 2023. április 10-ei, Brann ellen 3–0-ra elvesztett mérkőzésen lépett pályára. Első gólját 2023. április 16-án, a HamKam ellen hazai pályán 3–2-es győzelemmel zárult találkozón szerezte meg.

### A válogatottban
Krusnell az U17-es és az U19-es korosztályú válogatottakban is képviselte Svédországot.

## Statisztikák
2023. április 23. szerint
| Klub                 | Szezon   | Osztály             | Bajnokság | Bajnokság | Kupa  | Kupa | Nemzetközi | Nemzetközi | Összesen | Összesen |
| Klub                 | Szezon   | Osztály             | Meccs     | Gól       | Meccs | Gól  | Meccs      | Gól        | Meccs    | Gól      |
| -------------------- | -------- | ------------------- | --------- | --------- | ----- | ---- | ---------- | ---------- | -------- | -------- |
| Hammarby             | 2017     | Allsvenskan         | 4         | 0         | 0     | 0    | —          | —          | 4        | 0        |
| Hammarby             | 2018     | Allsvenskan         | 1         | 0         | 0     | 0    | —          | —          | 1        | 0        |
| Hammarby             | Összesen | Összesen            | 5         | 0         | 0     | 0    | 0          | 0          | 5        | 0        |
| Frej (kölcsönben)    | 2019     | Superettan          | 3         | 0         | 3     | 0    | —          | —          | 6        | 0        |
| Team TG (kölcsönben) | 2019     | 1. division – Norra | 12        | 2         | 0     | 0    | —          | —          | 12       | 2        |
| Frej (kölcsönben)    | 2020     | 1. division – Norra | 26        | 1         | 0     | 0    | —          | —          | 26       | 1        |
| Brommapojkarna       | 2021     | 1. division – Norra | 27        | 2         | 0     | 0    | —          | —          | 27       | 2        |
| Brommapojkarna       | 2022     | Superettan          | 23        | 1         | 2     | 0    | —          | —          | 25       | 1        |
| Brommapojkarna       | 2023     | Allsvenskan         | 0         | 0         | 1     | 0    | —          | —          | 1        | 0        |
| Brommapojkarna       | Összesen | Összesen            | 50        | 3         | 3     | 0    | 0          | 0          | 53       | 3        |
| Haugesund            | 2023     | Eliteserien         | 3         | 1         | 1     | 0    | —          | —          | 4        | 1        |
| Összesen             | Összesen | Összesen            | 99        | 7         | 7     | 0    | 0          | 0          | 106      | 7        |

## Sikerei, díjai
Brommapojkarna
- 1. division – Norra
  - Feljutó (1): 2021

- Superettan
  - Feljutó (1): 2022